# Seznam estonskih astronomov
Seznam estonskih astronomov.

## E
- Jaan Einasto (1929 –)
- Ene Ergma (1944 –)

## K
- Peep Kalv (1934 – 2002)
- Grigorij Kuzmin (1917 – 1988)

## O
- Tarmo Oja (1934 – 2024) (estonsko-švedski)
- Ernst Julius Öpik (1893 – 1985)

## S
- Otto Wilhelm von Struve (1819 – 1905)